# Miriam Margolyes

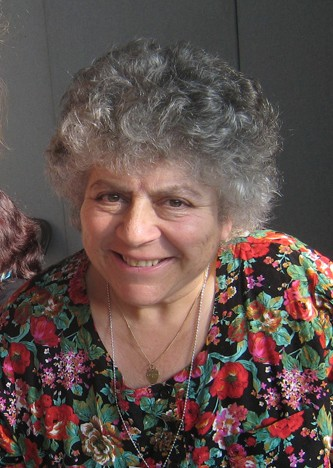
Miriam Margolyes (2008)

Miriam Margolyes [ˈmɑːrɡəliːz], OBE (* 18. Mai 1941 in Oxford, Oxfordshire) ist eine britisch-australische Film- und Theaterschauspielerin sowie Synchronsprecherin.

## Leben und Karriere
Miriam Margolyes wurde als Tochter von Ruth Walters und Joseph Margolyes, einem Arzt, in Oxford geboren. Sie besuchte die lokale Oxford High School und anschließend das Newnham College in Cambridge, an dem sie erstmals mit dem Theater in Verbindung kam. Sie war Mitglied des Cambridge University Footlights Dramatic Club.
Margolyes war zunächst als Synchronsprecherin tätig. Ihre erste Hauptrolle war die von Elephant Ethel in Stand Up, Virgin Soldiers (1977). 1988 spielte sie in dem Film Klein Dorrit die Rolle der Flora Finching. In den USA machte sie 1992 durch die Komödie Frannies Turn Schlagzeilen. Für ihre Darstellung in Martin Scorseses Historienfilm Zeit der Unschuld (1993) wurde sie 1994 mit dem BAFTA in der Kategorie Beste Nebendarstellerin ausgezeichnet. Einem jüngeren Publikum wurde sie vor allem 1996 als die Stimme der Tante Schwamm in James und der Riesenpfirsich sowie durch ihre Rolle der Professor Pomona Sprout in Harry Potter und die Kammer des Schreckens (2002) und Harry Potter und die Heiligtümer des Todes – Teil 2 (2011) bekannt. 2004 spielte sie an der Seite von Geoffrey Rush und Charlize Theron in The Life and Death of Peter Sellers und mit Annette Bening, Jeremy Irons sowie Michael Gambon in Being Julia. Sie war auch in einigen europäischen Gemeinschaftsproduktionen wie Kalmans Geheimnis (1998) und Ein Hauch von Sonnenschein (1999) zu sehen.
2001 verlieh ihr Elisabeth II. den Titel Officer of the British Empire.
Margolyes lebt seit 1968 mit ihrer australischen Partnerin zusammen. Sie bezeichnet sich selbst als homosexuell und erwähnte ihre Beziehungen mit Frauen wiederholt in der Sendung Desert Island Discs auf BBC Radio 4 im September 2008. Ihr wurde am Australia Day (26. Januar) 2013 in Canberra die australische Staatsbürgerschaft verliehen.
Margolyes unterbrach ihre Karriere, um ihre kranke Mutter zu pflegen, und finanzierte eine Vollzeitpflege für ihren Vater.  Sie ist Aktivistin eines Wohltätigkeitsvereins für Kurzzeitpflege, Crossroads, und unterstützt ebenfalls Sense, eine Wohltätigkeitsorganisation für taubblinde Menschen.

## Filmografie (Auswahl)

### Kinofilme
- 1975: Rime of the Ancient Mariner
- 1976: The Battle of Billy’s Pond
- 1977: Stand Up, Virgin Soldiers
- 1978: On a Paving Stone Mounted
- 1980: Das Erwachen der Sphinx (The Awakening)
- 1980: Star Rock (The Apple)
- 1981: Reds
- 1982: Crystal Gazing
- 1983: Scrubbers
- 1983: Yentl
- 1984: Electric Dreams
- 1985: Morons from Outer Space
- 1985: The Good Father
- 1986: Der kleine Horrorladen (Little Shop of Horrors)
- 1987: Body  Contact
- 1988: Sara – Die kleine Prinzessin – „Sara - Little princess“ (Madame Amilia) (6 Episoden)
- 1988: Klein Dorrit (Little Dorrit)
- 1990: Ich liebe Dich zu Tode (I Love You to Death)
- 1990: Fremde Schatten (Pacific Heights)
- 1990: The Fool
- 1991: Schatten der Vergangenheit (Dead Again)
- 1991: Der Mann ihrer Träume (The Butcher’s Wife)
- 1992: As You Like It
- 1993: Ed and His Dead Mother
- 1993: Zeit der Unschuld (The Age of Innocence)
- 1994: Ludwig van B. – Meine unsterbliche Geliebte (Immortal Beloved)
- 1995: Balto – Ein Hund mit dem Herzen eines Helden (Balto)
- 1996: William Shakespeares Romeo + Julia (William Shakespeare's Romeo + Juliet)
- 1996: Different for Girls
- 1996: James und der Riesenpfirsich (James and the Giant Peach, Stimme für Tante Schwamm)
- 1997: The IMAX Nutcracker
- 1998: Candy
- 1998: Kalmans Geheimnis (Left Luggage)
- 1999: Ein Hauch von Sonnenschein (Sunshine)
- 1999: Dreaming of Joseph Lees
- 1999: End of Days – Nacht ohne Morgen (End of Days)
- 1999: Magnolia
- 2000: House!
- 2001: Not Afraid, Not Afraid
- 2001: Cats & Dogs – Wie Hund und Katz (Cats & Dogs)
- 2002: Alone
- 2002: Grabgeflüster – Liebe versetzt Särge (Plots with a View)
- 2002: Harry Potter und die Kammer des Schreckens (Harry Potter and the Chamber of Secrets)
- 2004: American Princess (Chasing Liberty)
- 2004: End of the Line
- 2004: Modigliani
- 2004: The Life and Death of Peter Sellers
- 2004: Der Duft von Lavendel (Ladies in Lavender)
- 2004: Being Julia
- 2007: The Dukes
- 2008: New York für Anfänger (How to Lose Friends & Alienate People)
- 2010: A Closed Book
- 2011: Harry Potter und die Heiligtümer des Todes – Teil 2 (Harry Potter and the Deathly Hallows – Part 2)
- 2012: Unterwegs mit Mum (The Guilt Trip)
- 2014: Die Legende der weißen Pferde (The Legend of Longwood)
- 2019: Das Blubbern von Glück (H Is for Happiness)
- 2023: My Happy Ending

### Synchronsprecherin
- 1993: The Princess and the Cobbler
- 1995: Ein Schweinchen namens Babe (Babe)
- 1998: Eddies erster Winter (The First Snow of Winter)
- 1998: Mulan
- 1998: Ein Schweinchen Namens Babe in der Großen Stadt (Babe: Pig in the City)
- 2006: Sir Billi the Vet
- 2006: Flutsch und weg (Flushed Away)
- 2006: Happy Feet
- 2010: Die Legende der Wächter (Legend of the Guardians: The Owls of Ga’Hoole)

### Fernsehfilme
- 1975: The Girls of Slender Means
- 1976: Christmas Box
- 1977: Spasms
- 1981: The History Man
- 1986: A Little Princess
- 1987: Poor Little Rich Girl: The Barbara Hutton Story
- 1988: Blackadder's Christmas Carol
- 1989: Murderers Among Us: The Simon Wiesenthal Story
- 1990: The Fool of the World and the Flying Ship (Stimme)
- 1990: Old Flames
- 1990: The Finding
- 1990: Orpheus Descending
- 1992: Stalin
- 1995: Cold Comfort Farm
- 1997: The Place of Lions
- 2004: Agatha Christie’s Marple
- 2005: Wallis & Edward

### Fernsehserien
- 1965: Theatre 625 (eine Episode)
- 1967: Boy Meets Girl (eine Episode)
- 1968: Dixon of Dock Green (eine Episode)
- 1968: Jackanory (5 Episoden)
- 1973: Doctor in Charge (eine Episode)
- 1974: Childhood (eine Episode)
- 1974: Sturz der Adler (eine Episode)
- 1974: World of Laughter (eine Episode)
- 1976: Kizzy (2 Episoden)
- 1976: The Glittering Prizes (eine Episode)
- 1976: Angels (2 Episoden)
- 1977: Chalk and Cheese (eine Episode)
- 1977: Play for today (eine Episode)
- 1978: Saiyûki
- 1980: Tales of the Unexpected (eine Episode)
- 1980: The Lost Tribe (3 Episoden)
- 1981: A Kick Up the Eighties
- 1981: Take a Letter Mr. Jones (6 Episoden)
- 1982: Crown Court (2 Episoden)
- 1983: Blackadder (eine Episode)
- 1984: Freud
- 1985: Oliver Twist (5 Episoden)
- 1986: Blackadder II (eine Episode)
- 1986: The Life and Loves of a She-Devil (2 Episoden)
- 1987: Muzzy (Sprechrolle)
- 1988: Mr. Majeika
- 1991: Tonight at 8.30 (2 Episoden)
- 1992: Frannie's Turn
- 1993: The Comic Strip Presents... (eine Episode)
- 1994: Moonacre
- 1994: Just William (eine Episode)
- 1997: The Phoenix and the Carpet
- 1998: Supply & Demand
- 1998: Rugrats (eine Episode)
- 1998: Vanity Fair (3 Episoden)
- 2000: Dharma & Greg (eine Episode)
- 2001: Magic Grandad (3 Episoden)
- 2004: Inconceivable (eine Episode)
- 2006: Jam & Jerusalem (eine Episode)
- 2007: American Dad! (eine Episode)
- 2008: Kingdom (eine Episode)
- 2009: The Sarah Jane Adventures (2 Episoden)
- 2010: Coming of Age (eine Episode)
- 2010: Merlin – Die neuen Abenteuer (Merlin)
- 2012: Miss Fishers mysteriöse Mordfälle (Miss Fisher’s Murder Mysteries)
- 2018–2020: Call the Midwife – Ruf des Lebens (Call the Midwife; 6 Episoden)
- 2020:  The Windsors (eine Episode)
- 2023: Doctor Who (eine Episode, Stimme)

## Theaterrollen (Auswahl)
- 1989: Wooman, Lovely Wooman: Edinburgh International Festival[7]
- 2011: A Day in the Death of Joe Egg (Peter Nichols): Grace, Citizens Theatre, Glasgow[8]